# Amfiteátrum 10. sz. barlang
Az Amfiteátrum 10. sz. barlang a Duna–Ipoly Nemzeti Parkban, Ürömön található egyik barlang. Az Amfiteátrum-kőfejtő hét barlangja közül az egyik.

## Leírás
Üröm szélén, a település központjától délre, a Péter-hegynek a nyugati oldalán, a már nem művelt Amfiteátrum-kőfejtőben, amelynek a másik neve Csókavári-kőfejtő, lezárt magánterületen, a kőbánya alsó szintjén, az alsó szint talpszintjének a közelében nyílik a barlangnak a bejárata. Az Ürömi Tanösvény egyik állomása a kőfejtő. Az Amfiteátrum 10. sz. barlangnak a bejárata az Amfiteátrum 4. sz. barlang bejáratának a közelében, attól a bejárattól északra van. A lezárt kőbányába a bejutást az ürömi jegyzőnél, vagy az Ürömi Baráti Társaságnál lehet intézni. A lezáratlan barlang engedéllyel látogatható.
2011-ben volt először Amfiteátrum 10. sz. barlangnak nevezve a barlang az irodalmában.

## Kutatástörténet
1967 és 1976 között a kőbányában nagy mennyiségű veszélyes gáztisztító masszát helyeztek el és ebből az anyagból a lehajtó rámpa alatt nyíló barlangba is nagy mennyiség jutott be. 2010-ben, vagy 2011-ben kezdődött el a barlangba bekerült, veszélyes anyag eltávolítása. A barlangból a szennyező anyaggal átitatott, eredeti kitöltést kellett kitermelni és nem az egységes masszát. Azonban annyira szűk lett néhány méter után a barlang, hogy be kellett fejezni kármentesítését. 2011. március 11-én fel lett mérve az Amfiteátrum 10. sz. barlang és a felmérés alapján szerkesztve lett a barlangról egy 1:125 méretarányú alaprajzi barlangtérkép és egy hosszmetszet barlangtérkép. 2011 októberében Kovács Richárd és Szabó Zoltán mérte fel az Amfiteátrum 10. sz. barlangot, valamint a felmérés alapján Szabó Zoltán rajzolt egy alaprajzi barlangtérképet, amely 1:50 méretarányban készült.
Az Ariadne Karszt- és Barlangkutató Egyesület és a Szent Özséb Barlangkutató Egyesület 2011. évi évkönyvébe bekerült a 2011 októberében készült barlangtérkép. A 2011. évi Karszt és Barlangban megjelent tanulmányban az van írva, hogy a kőbányában kőfejtéskor megnyílt barlangok közül a legtöbb triász mészkőben keletkezett. A valószínűleg a miocénban történt vulkáni tevékenységkor elkezdődött, hidrotermális folyamatok miatt üregesedés és kalcitkiválás történt a hasadékok mentén. Ezt tektonikai mozgások követték, amelyeknek nyomai sok barlangban megtalálhatók. Majd megint hévizes feláramlások történtek, amelyeknek következménye megint üregesedés lett és emiatt jött létre a kőfejtő sok ürege. A kőbányában hét barlang található. Majdnem 300 méter hosszú járatrendszer vált ismertté a Csókavári-barlang és az Amfiteátrum 10. sz. barlang kitisztításakor.
Megoszlanak a vélemények a Csókavári-barlang és az Amfiteátrum 10. sz. barlang hosszan tartó és költséges kármentesítésének szükségéről. A legtöbben a gyors elfalazást tartották célszerűnek. Ez csak azért nem történt meg, mert ehhez nem járultak hozzá a munkában részt vevő barlangkutatók és a legilletékesebb szakhatóság úgy gondolta, hogy a legjobb megoldás a természetes, szennyeződésmentes állapot visszaállítása, valamint a szakhatóság a lehetőségeihez képest ki is tartott, hogy ez az elképzelés megvalósuljon. Vannak, akik szerint gazdaságosabb megoldás lett volna a két barlangnak a drasztikus, egy tömbben való lefejtése. Ez azonban valószínűleg kétes kimenetelű és kockázatos lett volna, mert nem volt ismert a barlangok teljes kiterjedése. A publikációhoz mellékelve lett egy olyan fénykép is, amelyen a barlang bejárata látható és a 2011 októberében készült barlangtérkép.
A 2013. évi Karsztfejlődésben publikált tanulmány szerint a gáztisztító masszát 1965 és 1976 között vitték a kőbányába. A Csókavári-kőfejtő oldalában tucatnyi kis barlangot tárt fel a kőbányászat. Mindegyik barlang termálkarsztos, azaz hipogén barlang, ezért szerteágazó járataikra semmi nem utal a felszínen. A bányászat előtt nem volt senkinek tudomása egyik barlangról sem. A barlangoknak a felfedezés, a feltárás sorrendjében adtak sorszámot. A kőfejtő összes barlangjának van barlangkataszteri száma. A kőfejtő kisebb barlangjai általában csak néhány méter hosszúak és belül szűkek. A kis barlangok közül néhány csak kötéllel közelíthető meg és néhányban borsóköves kiválás és gömbfülke van. A veszélyes anyagtól megtisztított barlang az ürömi önkormányzat kezelésébe került. A publikációban megjelent egy olyan fénykép is, amelyen a barlang bejárata látható és a 2011. márciusi barlangtérkép-lap.